# 興龍
興龍（こうりゅう）は中国の金及びモンゴル帝国の時代に「漢興皇帝」を号した張致（張鯨の弟）が建てた年号。興隆にも作る。『元史』『続資治通鑑』は使用年代を1215年 - 1216年とするが、銭大昕『廿二史考異』は考証によって1216年建元説をとり、現在の研究もこれにしたがっている。

## 西暦・干支との対照表
| 興龍 | 元年   | 2年    |
| 西暦 | 1216年 | 1217年 |
| 干支 | 丙子   | 丁丑   |